# Federico Visconti (arcivescovo)
Federico (Federigo) Visconti di Ricoveranza (Pisa, 1200 circa – ottobre 1277) è stato un arcivescovo cattolico italiano.

## Biografia
Appartenente alla nobile famiglia dei Visconti di Pisa e di Gallura, era figlio di Ubaldo I Visconti e fratello di Giovanni e Diana. Dopo gli studi effettuati a San Siro e Bologna, divenne cappellano di Innocenzo IV seguendolo a Lione, in occasione del Concilio del 1245, e a Parigi. Tornato in Toscana, venne assegnato alla pieve di Vicopisano.
Fu consacrato arcivescovo di Pisa nel mese di luglio del 1254 e vi rimase per più di 23 anni, abbandonando l'incarico il 1º ottobre 1277 e morendo nelle settimane successive. Durante il suo lungo mandato operò come principale mediatore delle trattative di riconciliazione con la Santa Sede, ottenendo nel 1257 la revoca della scomunica inflitta alla città nel 1241 a seguito della cattura di alcuni prelati diretti a Roma per un concilio anti-imperiale. Convocò almeno quattro sinodi diocesani, tra cui spicca quello del 1258, organizzato con l'intento di risolvere la confusione dovuta alla suddetta scomunica.
L'arcivescovo Visconti fu attivo anche nell'abbellimento della città e del contado pisani. Nel 1257 commissionò a Nicola Pisano la realizzazione del pulpito del Battistero di San Giovanni, ancora in costruzione. Nello stesso anno, nel giorno di Pentecoste, diede solennemente inizio ai lavori per la costruzione dell'ospedale di Santa Chiara, alla presenza di Bonaventura da Bagnoregio. Negli anni successivi venne promossa l'edificazione delle chiese di San Francesco e di Santa Caterina. Dal 1260 fece intensificare i lavori di consolidamento della torre pendente, affidati a Giovanni di Simone. Il 21 dicembre del 1261 benedisse la prima pietra del convento di Nicosia presso Calci. Nel 1264 benedisse anche l'area degli arsenali repubblicani, nella zona dell'odierna Cittadella, consacrandovi una piccola chiesa dedicata alle sante Barbara e Reparata, oggi scomparsa. Nel 1274, sotto la pressione di Podestà e Anziani del Popolo, il Visconti donò all'Operaio Giovanni Sardella i terreni su cui verrà edificato parte del Camposanto monumentale.
Essendo insignito anche del rango di Primate di Sardegna, effettuò alcune visite nell'isola per nome e per conto della Santa Sede, tra cui la più famosa effettuata dal 23 marzo al 25 giugno del 1263. Nel 1276 intervenne per porre rimedio alla disputa per la successione del defunto arcivescovo cagliaritano Ugone, suggerendo il nome del monaco Gallo.
Noto per le sue prediche in latino e in volgare, lasciò ai posteri una raccolta di oltre cento sermoni nella lingua antica, oggi conservati presso la Biblioteca Medicea Laurenziana di Firenze. In uno di questi raccontò come nel 1222, mentre frequentava l'Università di Bologna, riuscì a toccare san Francesco d'Assisi in visita alla città felsinea. Da questo episodio scaturì il profondo supporto che l'arcivescovo dette sempre all'Ordine Francescano.